# Marie-Michelle Milapie
Marie-Michelle Milapie (Amiens, 6 febbraio 1996) è una cestista francese.

## Carriera

### Nazionale
Nel 2015 ha partecipato al Mondiale Under-19, concluso al quinto posto finale.

## Palmarès
- Coppa di Francia: 1

Lattes Montpellier: 2021